# Epidendrum marmoratum
Epidendrum marmoratum Jacq., 1760, è una pianta della famiglia delle Orchidacee endemica del Messico.

## Descrizione
È un'orchidea di piccole dimensioni che cresce epifita sugli alberi della foresta tropicale. E. marmoratum presenta pseudobulbi di forma cilindrica, assottigliati alle estremità, di colore verde infuso di rosso e di viola, che portano all'apice alcune grandi foglie coriacee, di forma ovato-ellittica ad apice debolmente acuto.
La fioritura avviene normalmente in primavera, mediante un'infiorescenza terminale, derivata dallo pseudobulbo maturo, racemosa, arcuata, densamente fiorita, con fiori che si aprono successivamente. I fiori sono grandi mediamente 3 centimetri, hanno lunga durata, con petali e sepali a forma ovato ellittica, di colore bianco maculato di rosso porpora e labello bilobato bianco screziato di rosso porpora.

## Distribuzione e habitat
La specie è originaria del Messico, in particolare degli stati di Jalisco, Guerrero, Oaxaca dove cresce epifita sugli alberi delle pinete del versante pacifico, a quote comprese tra 1500 e 1700 metri sul livello del mare.

## Coltivazione
Questa pianta ha necessità di buona luce, con temperature miti tutto l'anno, più calde e con irrigazioni all'epoca della fioritura.